# リック・モラニス
リック・モラニス（Rick Moranis、本名：Frederick Alan Moranis、1953年4月18日 - ）は、カナダの俳優・コメディアン。1970年代には数々のラジオ局でディスク・ジョッキーとして活躍。

## 来歴
オンタリオ州トロント出身のユダヤ系。
1970年代中盤からディスクジョッキーとして活動を開始し、「リック・アラン」の芸名でトロントの3つのラジオ局で番組をかけ持った。コメディアンを目指し、ナイトクラブのスタンダップ・コメディアンやTV出演などで経験を重ね、即興劇団「セカンド・シティ」が製作するテレビショーに出演。ウディ・アレンなどのものまねで人気を博す。同番組内で誕生したで同じくコメディアンのデイヴ・トーマスとコンビを組んだ「マッケンジー兄弟」が人気となり、「サタデー・ナイト・ライブ」等への出演でアメリカでの知名度も上がり、1983年にはトーマスと共に同役で主演・脚本・監督した『The Adventure of Bob & Mckenzie: Strange Brew』で映画デビュー。翌年にはウォルター・ヒル監督によるアクション映画『ストリート・オブ・ファイヤー』のマネージャー役で注目された。
同年出演した『ゴーストバスターズ』ではシガニー・ウィーバー演じるヒロインのディナ・バレットと同じ高層ビルのマンションに住む気弱な会計士ルイス・タリーを好演。それ以降は主にコメディ映画に多数出演し、フランク・オズ監督の『リトル・ショップ・オブ・ホラーズ』ではミュージカルに挑戦し、素晴らしい演技を披露。その後も『ミクロキッズ』などの話題作に出演し、俳優として確固たる地位を確立している。2005年には、コメディ・カントリー・アルバム『The Agoraphobic Cowboy』をリリースした。かつて映画のプロモーションで来日した際には、タモリ司会の昼番組『笑っていいとも!』にゲスト出演をしている。

### 私生活
現在は、ニューヨークに自身のプロダクションを構え、活動を続けている。1986年に衣装デザイナーのアン・ベルスキーと結婚しているが、1991年に妻が癌で死去。1997年、2人の子供たちのために親として専念するという理由で俳優活動を休止する。その後、実写映画には出演しなかったが、2003年にディズニーの「ブラザー・ベア」をはじめとするいくつかのアニメーション映画に声優として出演したり、テレビドラマをプロデュースしたり、コンベンションに出演したりなどしている。また、2018年にはテレビシリーズ『それいけ！ゴールドバーグ家』で『スペースボール』で演じたダークヘルメット役でゲスト出演するなど、俳優業を完全に引退したわけではない。モラニスは現在まで23年間にわたり実写映画には出演していなかったが、2020年2月に「ミクロキッズ」の続編に出演するために契約を結んだことが発表された。

## 出演作品
| 公開年 | 邦題 原題                                               | 役名                    | 備考                                    |
| ------ | ------------------------------------------------------- | ----------------------- | --------------------------------------- |
| 1983   | The Adventure of Bob & Mckenzie: Strange Brew           | ボブ・マッケンジー      | 主演、監督、脚本 ※映画デビュー作        |
| 1984   | ストリート・オブ・ファイヤー Streets of Fire            | ビリー・フィッシュ      |                                         |
| 1984   | ゴーストバスターズ Ghost Busters                        | ルイス・タリー          | ※ノークレジットだが、脚本協力もしている |
| 1984   | ワイルド・ライフ The Wild Life                          | ハリー                  |                                         |
| 1984   | ホッケー・ナイト Hockey Night                           | ウィリー・レイパート    | テレビ映画                              |
| 1985   | ラスト・ポルカ The Last Polka                           | リンスク・ミニク        | テレビ映画                              |
| 1985   | マイナーブラザーズ 史上最大の賭け事 Brewster's Millions | モーティ・キング        |                                         |
| 1985   | マッド・オフィス Head Office                            | ハワード・グロス        |                                         |
| 1986   | クラブ・パラダイス Club Paradise                        | バリー・ナイ            |                                         |
| 1986   | リトル・ショップ・オブ・ホラーズ Little Shop of Horrors | シーモア                |                                         |
| 1987   | スペースボール Spaceballs                               | ダークヘルメット        |                                         |
| 1989   | ミクロキッズ Honey, I Shrunk the Kids                   | ウェイン・ザリンスキー  |                                         |
| 1989   | バックマン家の人々 Parenthood                           | ネイサン                |                                         |
| 1989   | ゴーストバスターズ2 Ghostbusters II                     | ルイス・タリー          |                                         |
| 1989   | ロケット・ボーイ The Rocket Boy                         | Automatic Safety System | テレビ映画                              |
| 1990   | マイ・ブルー・ヘブン My Blue Heaven                     | バリー                  |                                         |
| 1991   | L.A.ストーリー/恋が降る街 L.A. Story                    | 墓掘りの男              | ノークレジット                          |
| 1992   | ジャイアント・ベビー Honey I Blew Up the Kid            | ウェイン・ザリンスキー  |                                         |
| 1993   | 相続王座決定戦 Splitting Heirs                          | ヘンリー・バロック      |                                         |
| 1994   | フリントストーン/モダン石器時代 The Flintstones         | バーニー・ラブル        |                                         |
| 1994   | リトル・ジャイアンツ Little Giants                      | ダニー                  |                                         |
| 1994   | スクール・ウォーズ/もうイジメは懲りごり！ Big Bully     | デイヴィッド            |                                         |
| 1997   | ミクロキッズ3 Honey, We Shrunk Ourselves                | ウェイン・ザリンスキー  | ビデオ映画                              |
| 2003   | Miss Spider's Sunny Patch Kids                          | ホリー                  | テレビ映画、長編アニメ 声の出演         |
| 2003   | ブラザー・ベア Brother Bear                             | ラット                  | アニメ映画、声の出演                    |
| 2006   | ブラザー・ベア2 Brother Bear 2                          | ラット                  | アニメ映画、声の出演                    |

### テレビシリーズ
| 放映年 | 邦題 原題                                      | 役名                   | 備考                                                 |
| ------ | ---------------------------------------------- | ---------------------- | ---------------------------------------------------- |
| 1990   | Gravedale High                                 | マックス・シュナイダー | アニメシリーズ 13エピソード、声の出演                |
| 1997   | マペット放送局 Muppets Tonight!                | 本人                   | 1エピソード                                          |
| 2003   | The Animated Adventures of Bob & Doug McKenzie | ボブ・マッケンジー     | アニメ 1エピソード、声の出演                         |
| 2018   | それいけ！ゴールドバーグ家 The Goldbergs       | ダークヘルメット       | 1エピソード 『スペースボール』の役柄で声のゲスト出演 |

### テレビ番組
| 放映年    | 邦題 原題                                    | 役名                     | 備考                                                      |
| --------- | -------------------------------------------- | ------------------------ | --------------------------------------------------------- |
| 1980-1981 | セカンド・シティTV Second City TV            | ボブ・マッケンジー、ほか | レギュラー出演、25エピソード                              |
| 1981-1982 | SCTVネットワーク90 SCTV Network 90           | ボブ・マッケンジー       | レギュラー出演、26エピソード プライムタイム・エミー賞受賞 |
| 1983      | サタデー・ナイト・ライブ Saturday Night Live | ボブ・マッケンジー       | 1エピソード、ゲスト出演                                   |